# Smith & Wesson Модель 1913
Smith & Wesson Модель 1913 самозарядний пістолет під набій центрального запалення представлений компанією Smith & Wesson в 1913 році. Також цей пістолет відомий під назвою «Модель 35».

## Конструкція
Пістолет Модель 1913 випускали в період з 1913 по 1921. Загалом було випущено приблизно 8,350 одиниць. Модель 1913 була створена під тепер застарілий набій .35 S&W Auto. Він мав гладкі дерев'яні щічки руків'я, повністю рифлену затворну коробку з рухливим затвором та двобічний запобіжник яким можна було керувати середнім пальцем стрільця лівої або правої руки.
Верхня кришка затворної коробки становила єдине ціле зі стволом і кріпилася до рамки шарнірно за допомогою шпильки, яка була розміщена в задній частині рамки над затвором. Поворотна пружина знаходилася над стволом, а рамковий запобіжник виступав з рукоятки під запобіжної скобою.

## Історія та інженерні зміни
Модель 1913 стала першим самозарядним пістолетом виробництва компанії Smith & Wesson. Загалом він повторював конструкцію яку представив Чарльз Філіберт Климент у 1903 році. Ця конструкція була розрахована під набій 5 мм Климент, а після 1906 року була перероблена під набій .25 ACP.
- First Type — запобіжник руків'я керувався натисканням на нього ззаду.
- Second Type — перероблено запобіжник руків'я. Тепер його треба було натискати вліво і назад.
- Third Type — повернуто початковий принцип роботи запобіжника.
- Fourth Type — перероблено горловину магазина.
- Fifth Type — використано важчу поворотну пружину та ширший ковзний поперечний затвор.
- Sixth Type — змінено канал поворотної пружини, а боки затвора було розширено так, щоб вони були ширшими за боки рамки.
- Seventh Type — прибрано штамп S&W з рамки за руків'ям.
- Eighth Type — перенесено маркування калібру з лівого боку ствола на правий, а зліва з'явився напис «Smith & Wesson.»